# 大久保重直
大久保 重直（おおくぼ しげなお、1896年7月25日 - 1966年7月14日）は、日本の政治家。下谷区議（1期）、浅草区議（3期）、東京市議（2期）、東京府議（1期）、東京都議（6期）、第19代都議会議長を歴任した。

## 経歴
1896年7月25日、山梨県に生まれる。関西大学中退。1927年から下谷区会議員を1期2年務めた。また、1934年から浅草区会議員を3期8年務めた。さらに、1937年3月16日からは東京市会議員を2期、1940年6月10日からは東京府会議員を1期務め、どちらも1943年6月30日まで在職した。同年9月13日の第1回東京都議会議員選挙で当時の浅草区選挙区から立候補して、初当選する。1947年4月24日に、公職追放の対象となり都議を失職した。1951年の都議会議員選挙で返り咲いた。返り咲き後は、都議会公正クラブ幹事長（1952年から1953年）、東京都監査委員（1953年から1954年・1957年から1958年）を歴任した。1963年12月に第19代東京都議会議長に就任した。また、全国都道府県議会議長会会長も務めた。1964年は渇水対策実行委員会委員長も務めた。1965年3月に議長を退任した。1966年7月14日、議員在職中のまま死去した。
このほか光製作所取締役会長を務めた。

## 栄典
- 1958年 - 藍綬褒章
- 没後 - 従五位・勲四等旭日小綬章